# سورنسون
سورنسون (به انگلیسی: Sorenson) یکی از فرمت‌های تصویری می‌باشد. سورنسون با عنوان Sorenson H.263 و گاهی به اشتباه با عنوان FLV نیز شناخته می‌شود.
هر دو کد توسط شرکت سورنسون ساخته شده‌است. این فرمت در اپل کوئیک تایم، سورنسون اسپارک، و ادوبی فلش مورد استفاده قرار می‌گیرد.